# Robbe Ghys
Robbe Ghys (* 11. Januar 1997 in Hasselt) ist ein belgischer Radsportler, der Rennen auf Bahn und Straße bestreitet.

## Sportliche Laufbahn
2012 errang Robbe Ghys seine ersten nationalen Titel, als er zweifacher Jugend-Meister wurde, in der Einer- sowie in der Mannschaftsverfolgung. Im Jahr darauf wurde er sechsfacher belgischer Jugend-Meister auf der Bahn. Ab 2014 startete Ghys bei den Junioren und holte auch als solcher auf Anhieb fünf belgische Meistertitel, ebenso im Jahr darauf. Ebenfalls 2015 gewann Ghys gemeinsam mit Gerben Thijssen die Silbermedaille im Zweier-Mannschaftsfahren bei den Junioren-Europameisterschaften.
2016 gewann Ghys gemeinsam mit Kenny De Ketele das Zweier-Mannschaftsfahren, das im Rahmen des Laufs des Bahnrad-Weltcups in Apeldoorn ausgetragen wurde. 2017 belegte er bei der U23-Austragung von Paris–Roubaix Rang vier. Im selben Jahr wurde er mit Lindsay De Vylder U23-Europameister im Zweier-Mannschaftsfahren; in der Mannschaftsverfolgung belegte das belgische Team mit Ghys Rang zwei. 2018 wurde er gemeinsam mit Kenny De Ketele Europameister im Zweier-Mannschaftsfahren der Elite. Auf der Straße gewann er eine Etappe und die Nachwuchswertung des irischen Rennens An Post Rás. 2019 belegte er mit De Ketele bei den Bahnradsport-Weltmeisterschaften 2019 Rang drei, und die beiden Fahrer gewannen gemeinsam das Sechstagerennen von Gent. Bei den U23-Europameisterschaften errang der belgische Vierer mit Fabio Van den Bossche, Gerben Thijssen und Sasha Weemaes Bronze in der Mannschaftsverfolgung.
Bei der WM 2021 konnten Ghys und De Ketele ihren Bronze-Erfolg im Zweier-Mannschaftsfahren von 2019 wiederholen. Auf der Straße gewann er eine Etappe der Belgien-Rundfahrt.
Im Juli 2024 wurde Robby Ghys für die Teilnahme an den Olympischen Spielen 2024 in Paris nominiert, konnte aber wegen einer Verletzung nicht teilnehmen.

## Erfolge

### Bahn
2012
- Belgischer Jugend-Meister – Einerverfolgung, Mannschaftsverfolgung (mit Simon Claeys und Gilles Decaesstecker)

2013
- Belgischer Jugend-Meister – Scratch, Punktefahren, Omnium, Einerverfolgung, Mannschaftsverfolgung (mit Simon Claeys und Gilles Decaesstecker)

2014
- Belgischer Junioren-Meister – Scratch, Einerverfolgung, Omnium, Mannschaftsverfolgung (mit Maxim Pirard, Simon Claeys und Maarten Stevens), Teamsprint (mit Maarten Stevens und Aidan Neirynck)

2015
- Junioren-Europameisterschaft – Zweier-Mannschaftsfahren (mit Gerben Thijssen)

2016
- Bahnrad-Weltcup in Apeldoorn – Zweier-Mannschaftsfahren (mit Kenny De Ketele)

2017
- Weltcup in Pruszków – Scratch
- Europameister (U23) – Zweier-Mannschaftsfahren (mit Lindsay De Vylder)
- Europameisterschaft (U23) – Mannschaftsverfolgung (mit Lindsay De Vylder, Gerben Thijssen und Sasha Weemaes)
- Belgischer Meister – Punktefahren

2018
- Europameister – Zweier-Mannschaftsfahren (mit Kenny De Ketele)
- Belgischer Meister – Scratch, Zweier-Mannschaftsfahren (mit Moreno De Pauw)

2019
- Weltmeisterschaft – Zweier-Mannschaftsfahren (mit Kenny De Ketele)
- Europameisterschaft (U23) – Mannschaftsverfolgung (mit Fabio Van den Bossche, Gerben Thijssen und Sasha Weemaes)
- Sechstagerennen von Gent (mit Kenny De Ketele)

2021
- Weltmeisterschaft – Zweier-Mannschaftsfahren (mit Kenny De Ketele)

2022
- Europameisterschaft – Punktefahren
- Europameisterschaft – Zweier-Mannschaftsfahren (mit Fabio Van den Bossche)
- Belgischer Meister – Punktefahren

2023
- Belgischer Meister – Zweier-Mannschaftsfahren (mit Lindsay De Vylder)

2024
- Nations Cup in Milton – Zweier-Mannschaftsfahren (mit Lindsay De Vylder)

### Straße
2018
- eine Etappe und Nachwuchswertung An Post Rás

2021
- eine Etappe Belgien-Rundfahrt

## Grand Tour-Platzierungen
| Grand Tour            | 2023 | 2024 |
| --------------------- | ---- | ---- |
| Giro d’ItaliaGiro     | –    | –    |
| Tour de FranceTour    | –    | 134  |
| Vuelta a EspañaVuelta | DNF  | –    |